# Pauluma nubila
Pauluma nubila är en fjärilsart som beskrevs av William Schaus 1901. Pauluma nubila ingår i släktet Pauluma och familjen tandspinnare. Inga underarter finns listade i Catalogue of Life.